# Waldemar Tandecki
Waldemar Tandecki (ur. 1 marca 1946 w Gdyni, zm. 8 grudnia 1990 w Linz) – polski piłkarz, grający na pozycji pomocnika i napastnika.

## Życiorys
Był wychowankiem Bałtyku Gdynia, do którego wielokrotnie wracał w trakcie trwania kariery piłkarskiej. W pierwszym składzie zadebiutował w wieku 15 lat - w roku 1961. W czasie swojej kariery rozegrał na pierwszym szczeblu rozgrywek 91 spotkań w 4 klubach, strzelając 19 bramek. Występował także w juniorskiej i młodzieżowej reprezentacji Polski. Wyjeżdżał również do USA i Austrii, gdzie występował w zespołach z niższych lig. W Austrii osiadł na stałe i tam zmarł.
Jego ojciec Bronisław i syn Robert również byli zawodnikami Bałtyku.